# MTV Pommerensdorf
Der Männer Turn-Verein 1896 Pommerensdorf war ein deutscher Sportverein aus dem im heutigen Polen gelegenen Pommerensdorf, einem Stadtteil von Stettin.

## Geschichte
Der Verein wurde 1896 als Turnverein gegründet, die Fußballabteilung kam später hinzu. Innerhalb des Baltischen Rasen- und Wintersport-Verbandes konnte Pommerensdorf nicht erstklassig spielen, andere Vereine aus Stettin waren zu dieser zeit spielerisch stärker besetzt. Erst zur Gauligasaison 1936/37 gelang Pommerensdorf der Aufstieg in die erstklassige Gauliga Pommern. Diese Saison wurde auf dem vorletzten Platz der Gruppe West beendet, dadurch musste Pommerensdorf in eine Relegations-Runde mit weiteren Gauligisten sowie den Aufsteigern aus den Bezirksligen. Da Pommerensdorf in diesem Rundenturnier Platz zwei erreichte, blieb der Verein weiter erstklassig. 1937/38 wurde der Verein dann überraschend Gauvizemeister, nur 2 Punkte trennten Pommerensdorf zum Gaumeister Stettiner SC. Ebenfalls 1938 qualifizierte sich Pommerensdorf für den Tschammerpokal, bei dem die Mannschaft nach einer 0:3-Auswärtsniederlage gegen den Brandenburger SC 05 jedoch bereits in der 1. Runde ausschied. Zur Saison 1938/39 konnte wieder der Vizemeistertitel der Gauliga Pommern erreicht werden, erneut waren nur 2 Punkte Rückstand auf den diesjährigen Gaumeister SV Viktoria Stolp. In den folgenden beiden Saisons erreichte Pommerensdorf Mittelfeldplätze. In der Saison 1941/42 wurde die Mannschaft letzter der Gruppe West und musste in die zweitklassige Bezirksklasse absteigen. Einen Wiederaufstieg gelang dem MTV Pommerensdorf nicht mehr.
Nach dem Zweiten Weltkrieg wurde das zum Deutschen Reich gehörende Pommerensdorf unter polnische Verwaltung gestellt. Der MTV Pommerensdorf wurde – wie alle übrigen deutschen Vereine und Einrichtungen – zwangsaufgelöst.

## Bekannte ehemalige Spieler
- Oswald Pfau

## Erfolge
- Vizemeister Gauliga Pommern: 1938, 1939
- Teilnahme am Tschammerpokal: 1938
- Ewige Tabelle Gauliga Pommern: Platz 7